# Trigonotis heliotropifolia
Trigonotis heliotropifolia là loài thực vật có hoa trong họ Mồ hôi. Loài này được Hand.-Mazz. miêu tả khoa học đầu tiên năm 1924.